# قائمة القنصليات العامة في القدس
هذه قائمة بالقنصليات العامة في القدس؛ إن الدول التي تمتلك هذه القنصليات لا تعتبرها بعثات دبلوماسية إلى دولة فلسطين أو إسرائيل، وإنما بعثات دبلوماسية إلى القدس، كما أن مسؤولي هذه البعثات لا يقدمون أية أوراق اعتماد إلى الرئيس الإسرائيلي أو الرئيس الفلسطيني.

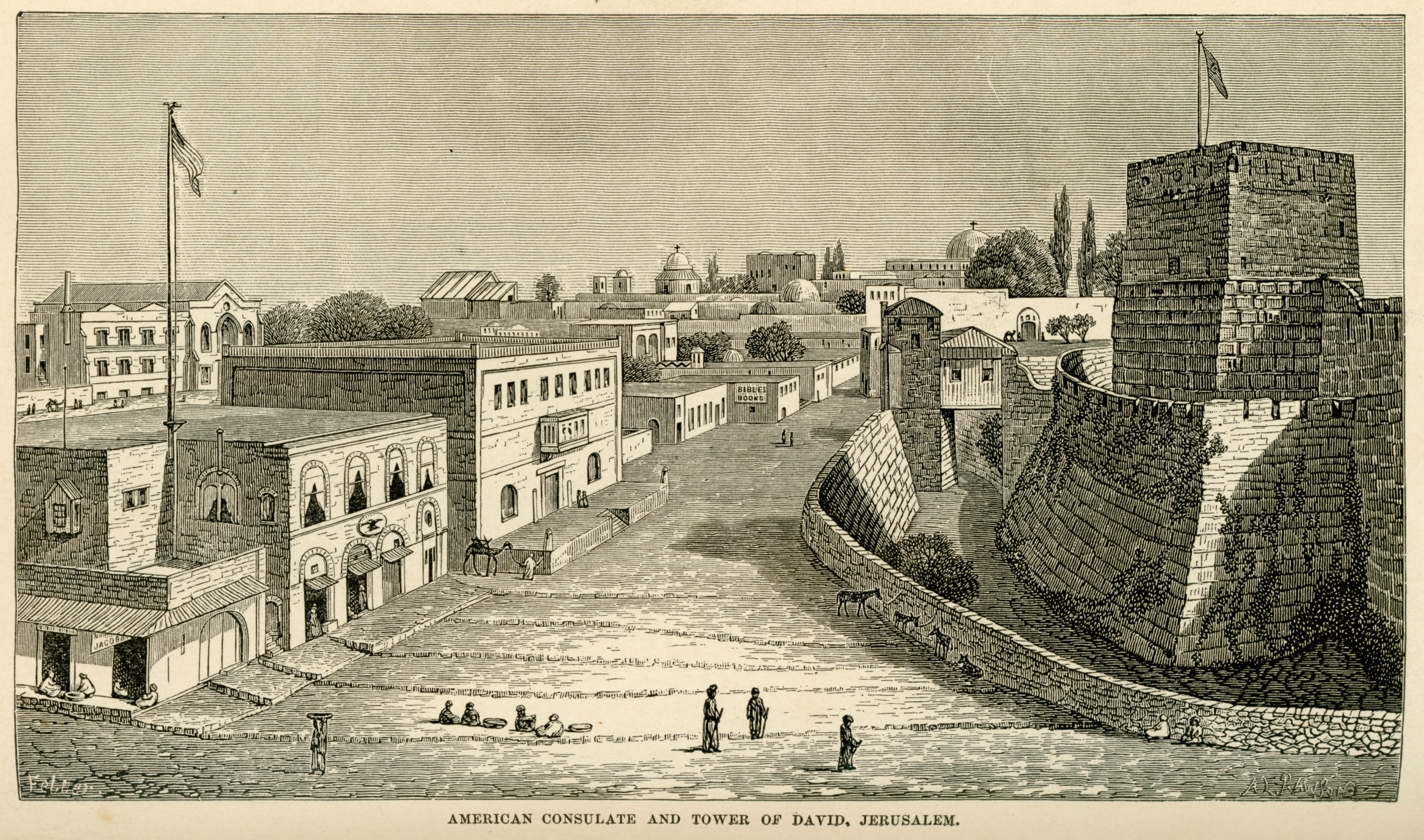
القنصلية الأمريكية في القدس عام 1857

## قائمة القنصليات

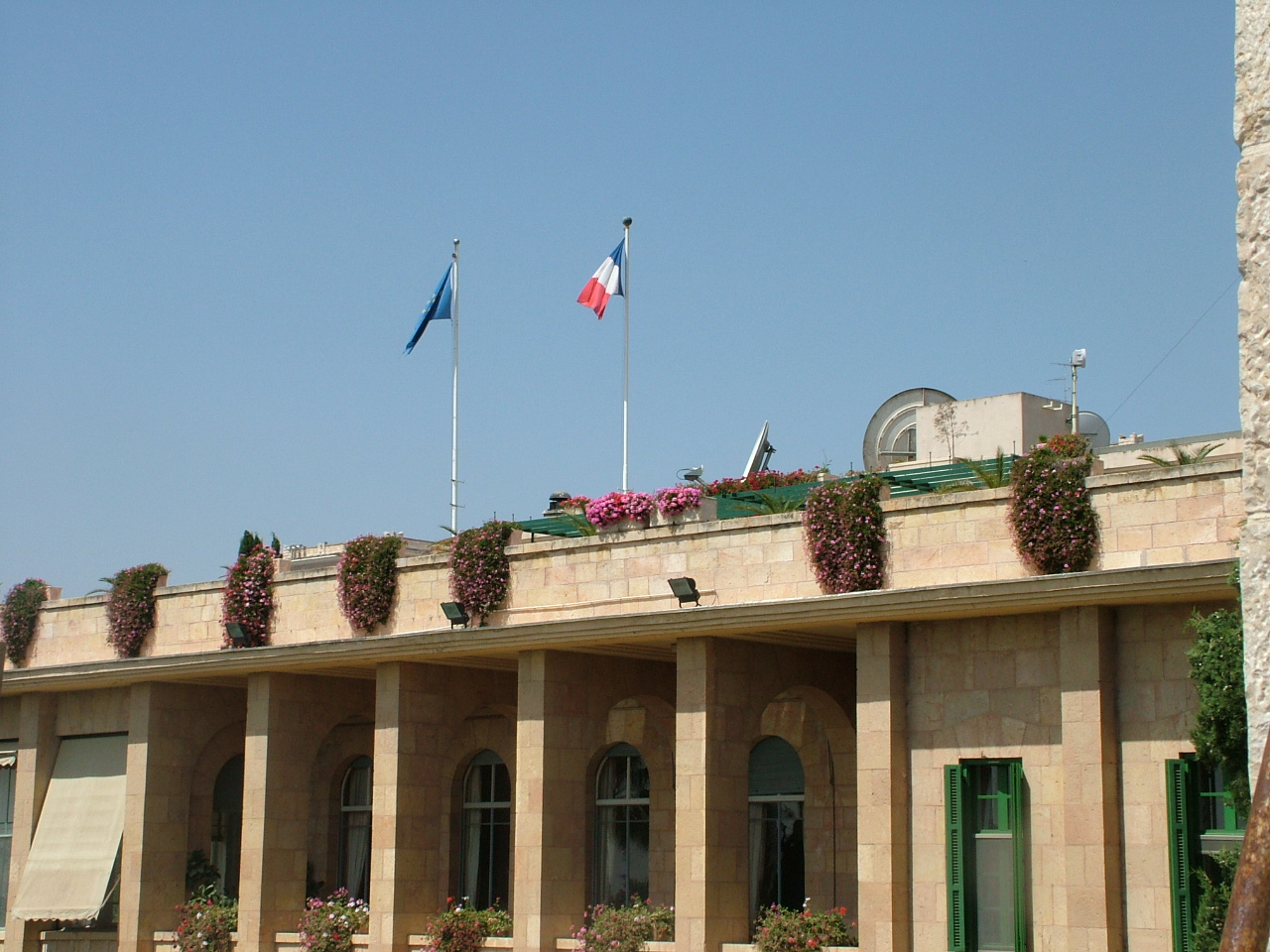
القنصلية الفرنسية في القدس

### حالية
- فرنسا: القنصلية العامة لفرنسا في القدس.[1]
- اليونان: القنصلية اليونانية العامة في القدس.[2]
- السويد: القنصلية السويدية العامة في القدس.[3]
- الكرسي الرسولي: القصادة الرسولية في القدس.[4]
- إيطاليا: القنصلية الإيطالية العامة في القدس.[5][6]
- إسبانيا: القنصلية الإسبانية العامة في القدس.[7]
- بلجيكا: القنصلية البلجيكية العامة في القدس.[8][9]
- المملكة المتحدة: القنصلية البريطانية العامة في القدس.[10][10][11][12][13]
- تركيا: القنصلية التركية العامة في القدس.[14]

### سابقة
- الولايات المتحدة: القنصلية العامة للولايات المتحدة في القدس، أُغلقت في 4 مارس 2019.[15]القنصلية الأمريكية في القدس
- بوليفيا: أغلقت عام 2009.[16]

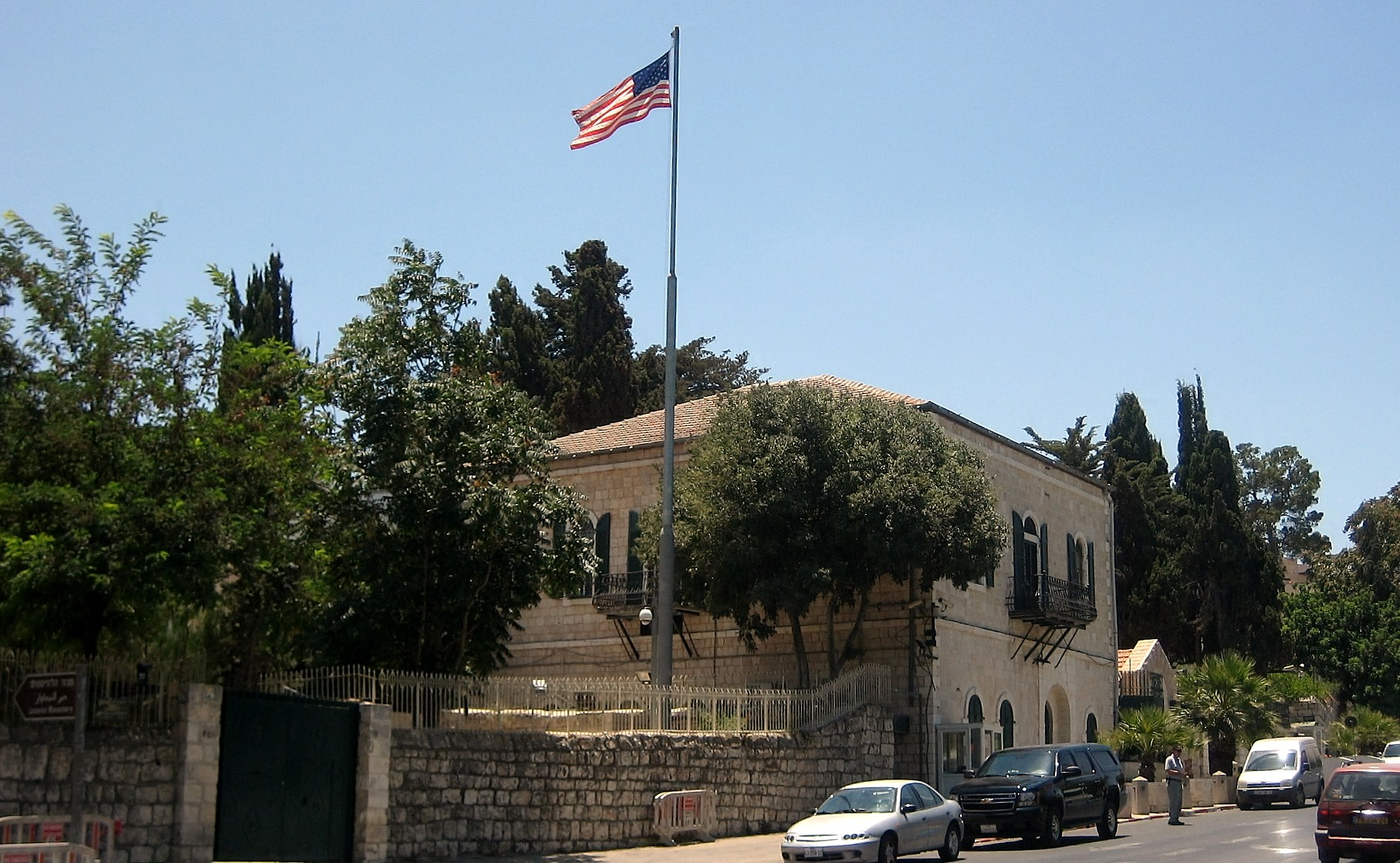
القنصلية الأمريكية في القدس

- روسيا: القنصلية الروسية العامة في القدس، أغلقت عام 1914.